# Starošpanjolski jezik
Starošpanjolski jezik (ISO 639-3: osp), povijesni je jezik koji se od 10. pa do 13. stoljeća govorio na području današnje središnje Španjolske.
Predhodnik je suvremenog španjolskog jezika, a klasificira se da je u zapadnoiberskoj skupini ibersko-romanskih jezika.